# Genté
Genté és un poble de la regió de la Nova Aquitània, al departament del Charente, agermanat des del 1994 amb el poble de Sant Pere de Vilamajor (Catalunya).